# 시기노촌
시기노촌(師木野村)은 야마구치현 구가군에 설치되었던 촌이다. 현재의 이와쿠니시에 해당한다.

## 역사
- 1889년 4월 1일 - 정촌제 시행에 의해 구가군 시기노촌이 성립하였다.
- 1955년 4월 1일 - 이와쿠니시에 편입, 동일 시기노촌은 폐지되었다.

## 교통

### 철도
- 일본국유철도
  - 간토쿠선

### 도로
현재는 산요자동차도로가 옛촌 지역을 통과하지만 당시에는 미개통 상태였다. 

## 참고문헌
- 角川日本地名大辞典 35 山口県